# Alexandre Gabriel Decamps

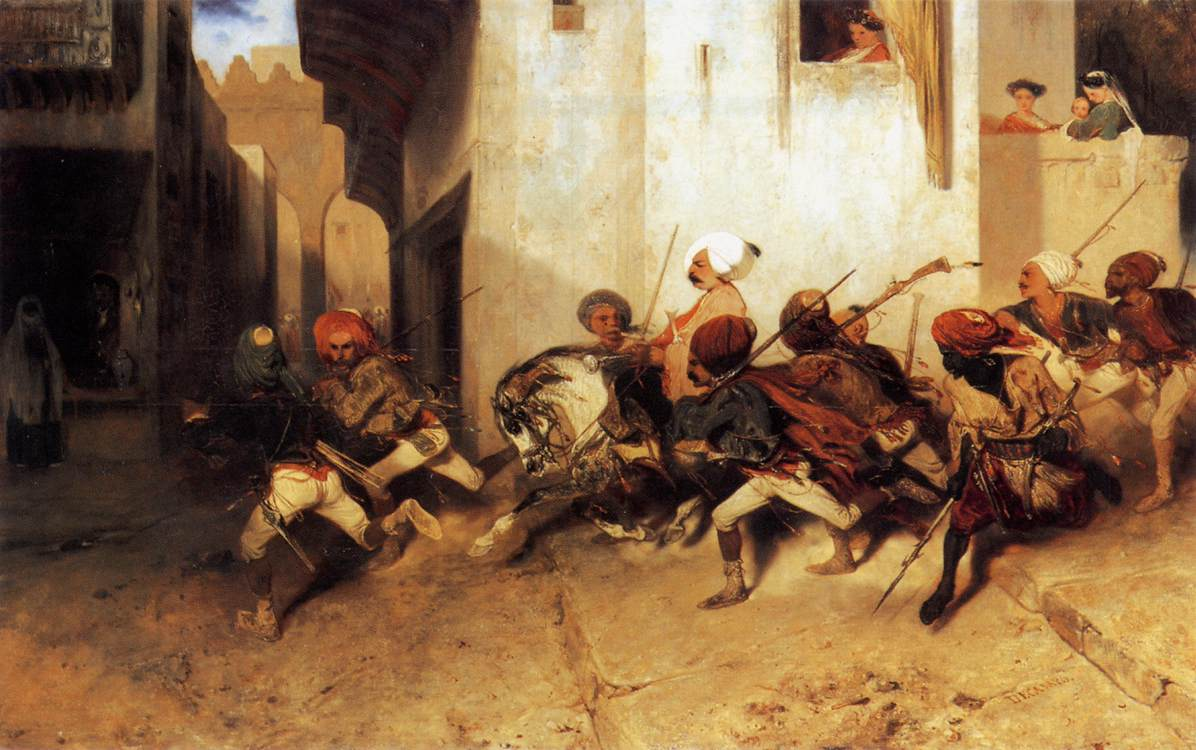
La patrouille turque c. 1831, oli sobre tela, 115 × 179 cm, Col·lecció Wallace, Londres.

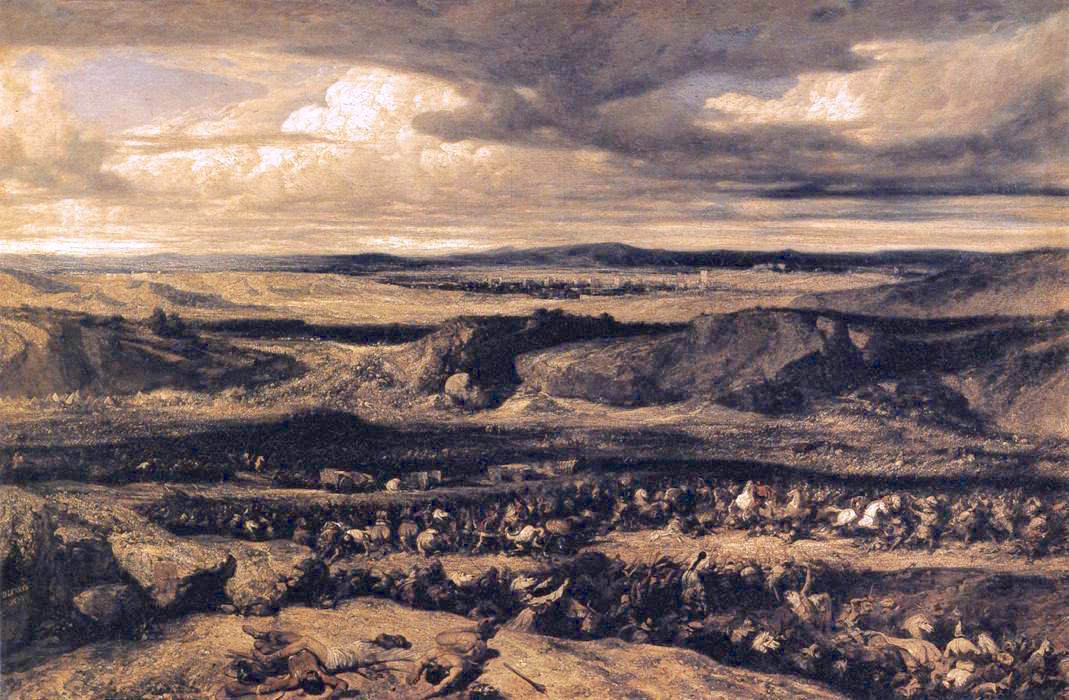
La derrota dels Cimbris (1833)

Alexandre-Gabriel Decamps (París, 3 de març de 1803- Fontainebleau, 22 d'agost de 1860) va ser un pintor francès. Gran part de la seva obra es conserva en el Museu del Louvre, Museu Condé al Castell de Chantilly i a la Col·lecció Wallace de Londres.

## Biografia
A la seva joventut, va viatjar per l'Orient, i va reproduir la vida i les escenes orientals amb tanta fidelitat que sorprenia els crítics convencionals. Aviat es van reconèixer les seves habilitats, i va ser un dels líders de l'escola romàntica francesa, al costat de Delacroix i Horace Vernet. La major part de la seva vida la va passar a París. Va ser un apassionat dels animals, especialment els gossos, i es dedicava a tot tipus d'esports. Va morir el 1860 després d'haver estat tirat a terra per un cavall mentre caçava a Fontainebleau.

## Obra
El seu estil és de característica i intensament francès. Està marcat per una vívida concepció dramàtica, per un tractament ràpid, de vegades brutal, i especialment per un ús original i sorprenent de contrasts de color, llum i ombra. Els seus temes eren sorprenentment amplis. Amb els seus viatges per l'Orient va poder representar escenes bíbliques, estant possiblement el primer pintor europeu que va representar el seu veritable fons local. D'aquesta classe van ser el seu Josep venut pels seus germans, Moisès rescatat del Nil, i les seves escenes de La vida de Samsó, per aquestes va fer una sèrie de nou vigorosos esbossos en carbonet i guix blanc.
Potser de les pintures històriques, la més sorprenent és La derrota dels Cimbris, representant amb meravellosa habilitat el conflicte entre una horda de bàrbars i un exèrcit disciplinat. Decamps va produir una sèrie de pintures de gènere, principalment de la vida quotidiana a França i Algèria, moltes marcades per l'humor. Les mateixes característiques poden apreciar-se de les seves nombroses pintures d'animals. Va pintar gossos, cavalls, etcètera, amb gran fidelitat i simpatia; però el seu tema favorit van ser els micos, que va representar en diversos estudis i esbossos amb un humor grotesc que amb prou feines pot superar-se.